# Bulbophyllum ankaizinense
Bulbophyllum ankaizinense là một loài phong lan thuộc chi Bulbophyllum.